# Sorge-Settendorf
Sorge-Settendorf is een dorp in de Duitse landgemeente Mohlsdorf-Teichwolframsdorf in het Landkreis Greiz in Thüringen. Het dorp, voor het eerst genoemd in een oorkonde uit 1437, werd in 1974 toegevoegd aan de gemeente Teichwolframsdorf. In 2012 ging deze op in de landgemeente.